# Ибн Хайян аль-Куртуби
Абу Марван Хайян ибн Халяф аль-Куртуби, известный как Ибн Хайян (987 или 988 — 30 октября 1076) — арабский историк, живший в мусульманской Испании (Аль-Андалус).
Родился в Кордове в знатной семье, которая в результате гражданской войны в Кордовском халифате потеряла своё положение. Писать исторические работы начал ещё в трудные для себя времена, но позже сумел стать официальным летописцем халифата благодаря помощи визиря Абу Мухаммеда ар-Рашида. Во время правления аль-Мансура написал свои основные труды по истории, из которых сохранилась только часть. Его книги являются одним из важнейших источников для изучения Андалузский истории, особенно истории Кордовы и правителей тайфы.
Как и Ибн Хазм, он был сторонником династии Омейядов и выражал сожаление по поводу её падения и последующего распада Андалузского государства и начала тайфы. Со смертью аль-Мансура потерял своё положение, но пытался, пусть и безуспешно, найти расположение последующих кордовских правителей. 
Он умер в Кордове в 1076 году, всеми забытый, и был похоронен на кладбище Эль-Равал. 